# Никола Юрчевич
Никола Юрчевич (хорв. Nikola Jurčević, нар. 14 вересня 1966, Загреб, СФРЮ) — хорватський футболіст, що грав на позиції нападника. По завершенні ігрової кар'єри — тренер.
Виступав за національну збірну Хорватії.

## Клубна кар'єра
Вихованець футбольної школи клубу «Динамо» (Загреб). Дорослу футбольну кар'єру розпочав 1984 року в основній команді того ж клубу, в якій провів два сезони, взявши участь у чотирьох матчах чемпіонату.
Згодом з 1986 по 1991 рік грав у складі команд клубів «Загреб», «Антверпен» та «Загреб».
Своєю грою за останню команду привернув увагу представників тренерського штабу клубу «Ред Булл», до складу якого приєднався 1991 року. Відіграв за команду із Зальцбурга наступні п'ять сезонів своєї ігрової кар'єри. Більшість часу, проведеного у складі «Ред Булла», був основним гравцем атакувальної ланки команди.
Протягом 1995—1997 років захищав кольори команди клубу «Фрайбург».
Завершив професійну ігрову кар'єру у клубі «Ред Булл», у складі якого вже виступав раніше. Прийшов до команди 1997 року, захищав її кольори до припинення виступів на професійному рівні 1999 року.

## Виступи за збірні
1990 року дебютував в офіційних матчах у складі національної збірної Югославії. Протягом кар'єри у національній команді, яка тривала усього 2 роки, провів у формі головної команди країни 19 матчів, забивши 2 голи.
У складі збірної був учасником чемпіонату Європи 1996 року в Англії.

## Кар'єра тренера
Розпочав тренерську кар'єру, повернувшись до футболу після невеликої перерви, 2003 року, очоливши тренерський штаб клубу «Динамо» (Загреб), де пропрацював з 2003 по 2004 рік.
2005 року став головним тренером команди «Ред Булл», тренував команду із Зальцбурга лише один рік.
2006 року  очолював команду клубу «Славен Белупо». Того ж року прийняв запрошення від свого колишнього партнера по збірній Хорватії Славена Билича стати його асистентом у тренерському штабі хорватської національної команди. Залишив збірну разом з Биличем 2012 року. Відтоді продовжує допомагати останньому в його тренерській роботі — протягом 2012—2013 років хорвати працювали з московським «Локомотивом», а з 2013 по 2015 з турецьким «Бешикташем».
2015 року став помічником Славена Билича у тренерському штабі англійського «Вест Гем Юнайтед». 6 листопада 2017 року Билича було звільнено, і Юрчевич також залишив Англію.
12 березня 2018 року повернувся на тренерський місток загребського «Динамо». Завершення сезону 2017/18, який «Динамо» все ж виграло, виявилося не настільки успішним, як розраховувало керівництво клубу, тож вже 15 травня того ж року Юрчевича звільнили.
11 лютого 2019 року погодився обійняти вакантну посаду головного тренера збірної Азербайджану. У грудні того ж року був звільнений з посади через незадовільні результати команди у відборі на Євро-2020.

## Титули та досягнення
Гравець
- Чемпіон Австрії (2):

«Аустрія» (Зальцбург): 1993-94, 1994-95
- Найкращий бомбардир Чемпіонату Австрії (1):

«Аустрія» (Зальцбург): 1993-94
- Володар Суперкубка Австрії (3):

«Аустрія» (Зальцбург): 1994, 1995, 1997
Тренер
- Володар Кубка Хорватії (1):

«Динамо» (Загреб): 2003-04
- Володар Суперкубка Хорватії (1):

«Динамо» (Загреб): 2003